# フリッツ・フォン・ウーデ

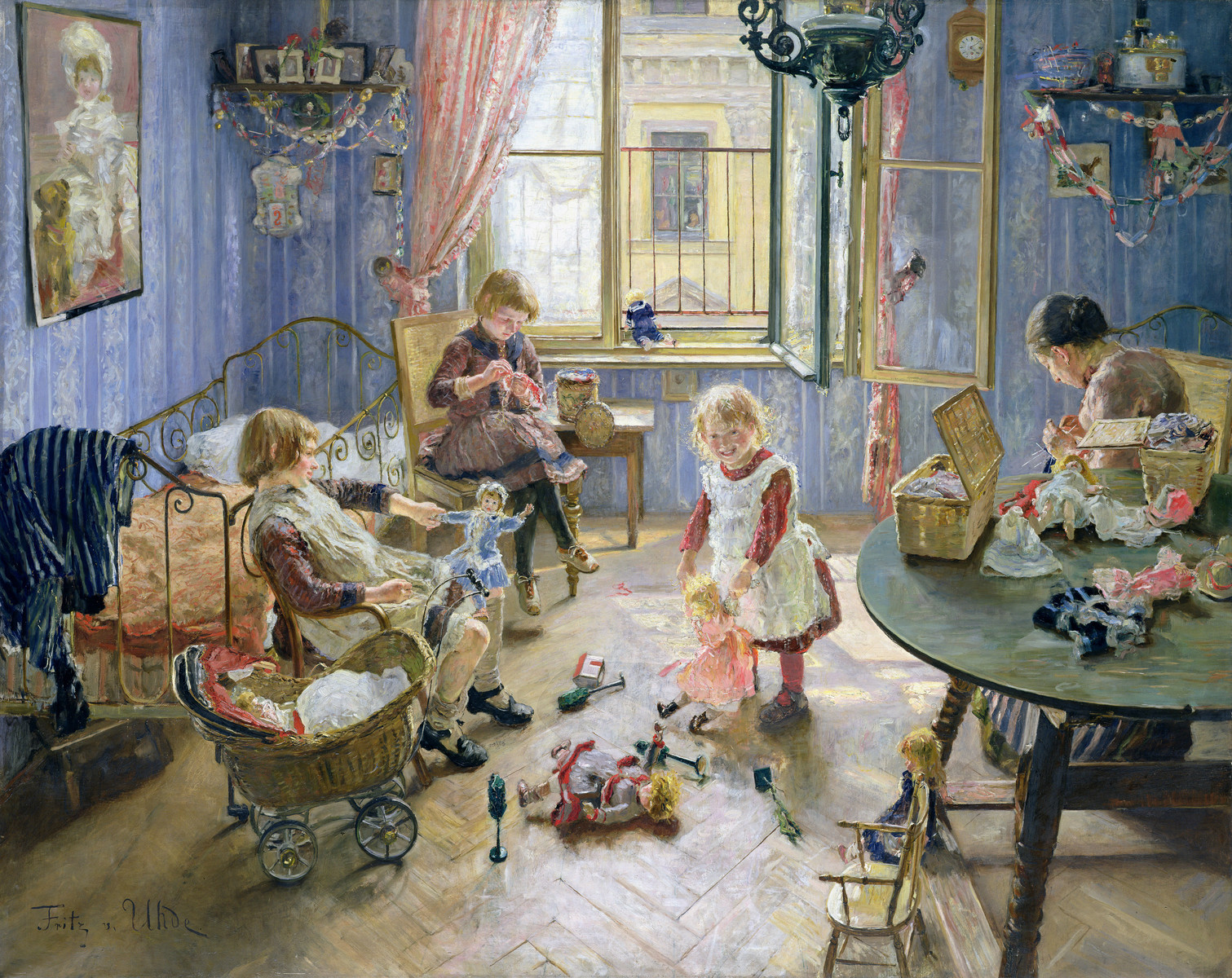
「子供部屋」（1889年）

フリッツ・フォン・ウーデ（Fritz von Uhde、1848年5月22日 - 1911年2月25日）は、ドイツの印象派の画家。

## 略歴
ザクセン王国のヴォルケンブルク(de:Wolkenburg-Kaufungen)の中流家庭に生まれた。父親は役人で、日曜画家でもあり、母方の祖父はドレスデンの王立美術館の館長を務めた人物であった。高校で学ぶうちに芸術に魅力を感じ、1866年にドレスデンの美術学校に入学したが、その年の終わり、陸軍に入隊し、馬術の訓練士になり1868年には中尉に昇進した。
1876年にウィーンでハンス・マカルトと知り合い、再び画家になるために1877年に軍を除隊した。その年、ミュンヘンに移り、ミュンヘン美術院に入学した。ミュンヘンではレンブラントらの17世紀黄金期のフランドル絵画を研究した。ヨーロッパに絵画を学びに来ていたアメリカ人画家、リラ・キャボット・ペリーを教えた。1877年からパリに移り、ムンカーチ・ミハーイ（Munkácsy Mihály）のスタジオなどで学び 、作品を1880年のサロン・ド・パリに出展し、佳作(honorable mention)を得た。
1882年にオランダを旅した。この頃フランスの印象派の画家たちの影響を受けて明るい色使いの作風に代わっていった。ドイツ印象派の画家、マックス・リーバーマンと交流し、より印象派に近いスタイルで描くこともあったが、より保守的なスタイルの作品を出展作に選ぶことが多かった。
1890年頃ミュンヘン美術院の教授になった。ルートヴィヒ・ディル、ロヴィス・コリント、マックス・スレーフォークトらとドイツ芸術家協会(de:Deutscher Künstlerbund)の創立メンバーとなり、「ミュンヘン分離派」との合同展では審査員を務めた。
作曲家アントン・ブルックナーと同時代人で、実際に接触があった。ブルックナーをモデルに絵を描くことを指向したが果たせず、写真をモデルの一人として「最後の晩餐」を描いた。後にその絵を前にブルックナーは、大きく心を動かされたという。画風としては、印象派的色彩の中に、素朴さや、同時代性と、小さなもの、貧しいもの、苦しいものに対する共感がある。時代を現在に設定し、画題を聖書にとる宗教画は、違和感と同時に強い現実性を併せもつ。

## 作品

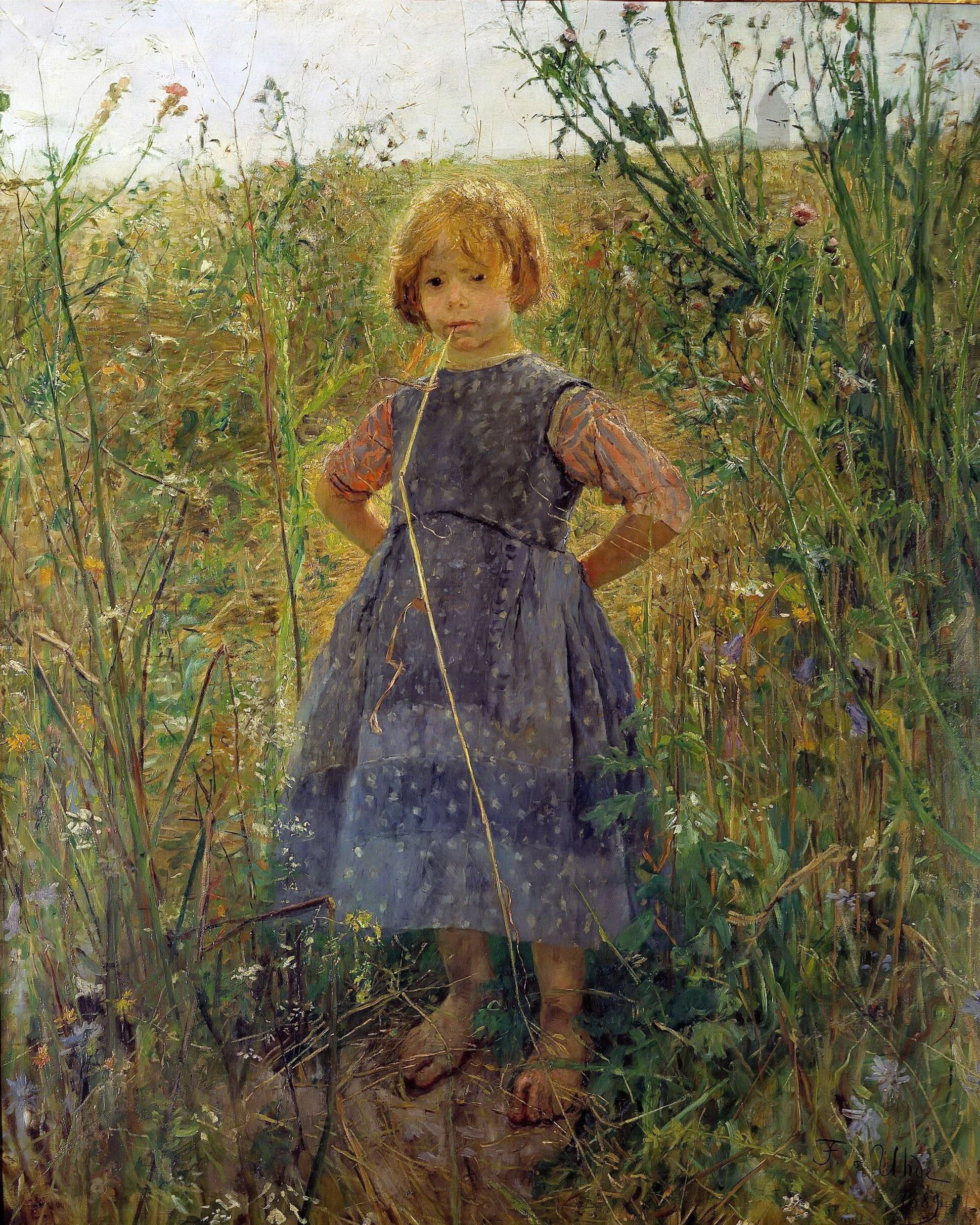
ヒースの原野のプリンセス
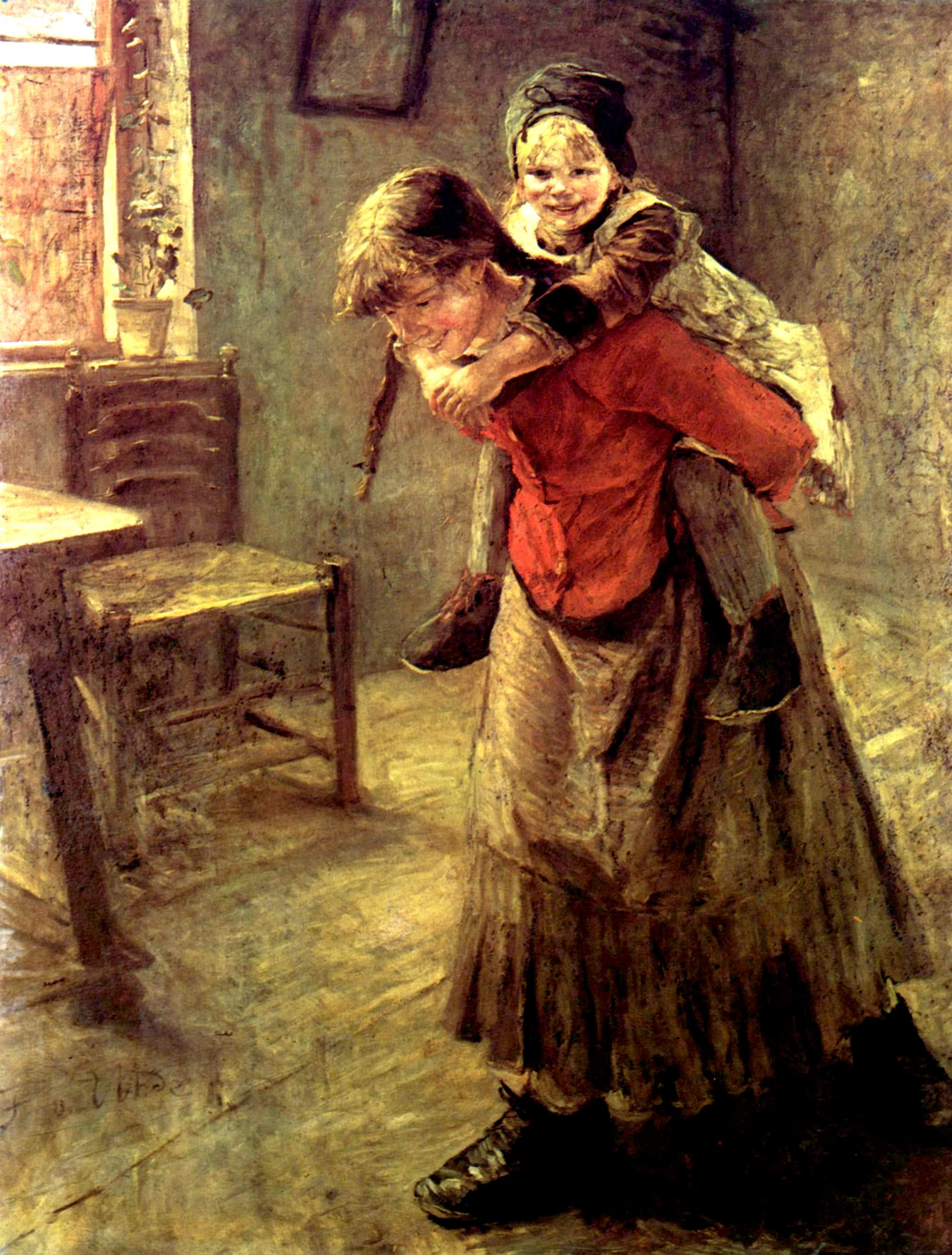
お姉さん
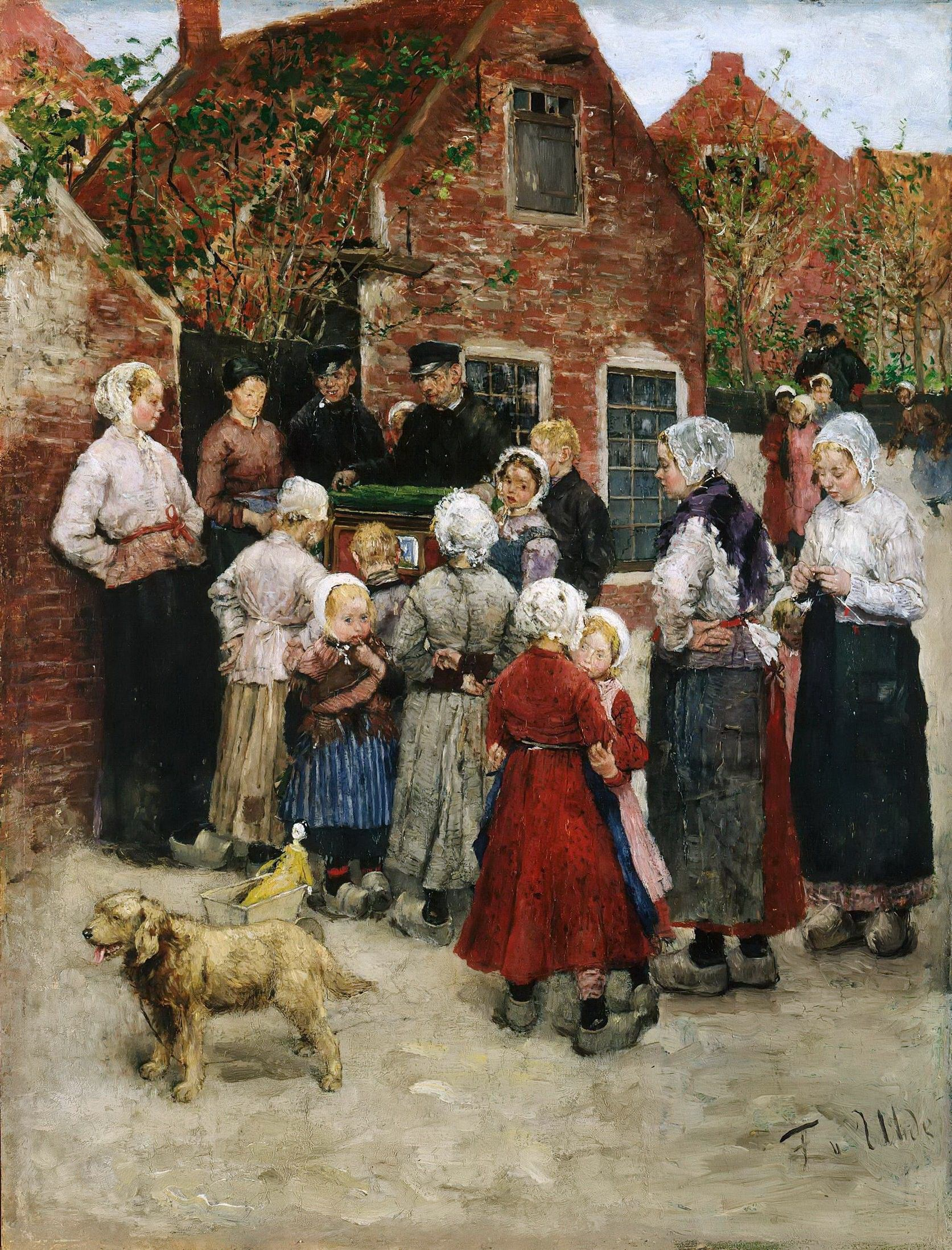
ハーディ・ガーディの奏者
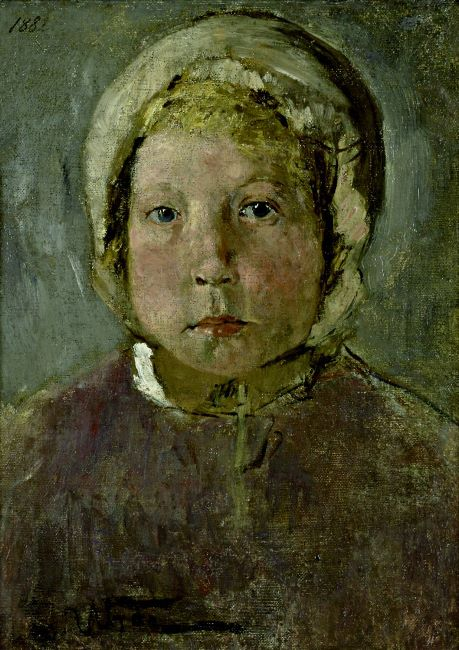
少女像